# Kościół św. Szczepana w Toruniu
Kościół św. Szczepana w Toruniu – kościół parafii ewangelicko-augsburskiej w Toruniu. Znajduje się przy ul. Wały gen. Sikorskiego 14. Wymiary kościoła wynoszą 22 × 11,5 metrów. Wysokość wieży wynosi 49,5 metrów.

## Historia
Został zbudowany na potrzeby gminy ewangelicko-reformowanej, która wcześniej korzystała z domu modlitwy przy ulicy Szerokiej 18, a następnie z pomieszczenia kościoła na toruńskim Nowym Mieście. Budowę kościoła prowadził pastor Paul Rudolf Arndt, który został duszpasterzem gminy 27 lipca 1898 roku. Projektantem kościoła był Richard Gans. 21 grudnia 1901 roku przedstawił pierwszy projekt kościoła, który nie został przyjęty. Zaakceptowany został drugi projekt z 26 kwietnia 1903 roku, uwzględniający średniowieczną tradycję budowlaną Torunia. Budowa kościoła rozpoczęła się w listopadzie 1902 roku, jeszcze przed formalnym zatwierdzeniem projektu. Prace rozpoczęto od wzniesienia fundamentów pod wieżę. Kamień węgielny położono 18 czerwca 1903 roku. 24 sierpnia 1903 roku na wieży zwieszono dzwony Apoldy, sfinansowane przez Juliusa Holder-Eggera. 27 sierpnia doszło do katastrofy budowlanej. Jej przyczyną było zapadnięcie się gruntów sklepienia. Pomimo katastrofy zdecydowano się kontynuować prace, dokonując stosownych napraw. W 1904 roku zamontowano 13-głosowe organy o trakturze pneumatycznej, zbudowane przez elbląską firmę August Terletzki/Eduard Wittek. Kierownikiem prac był Paul Richter. Uroczyste oddane kościoła do użytku miało miejsce 18 lutego 1904 roku.
Kościół zostanie uszkodzony podczas II wojny światowej. Podczas wojny usunięto część dachu i witraże, usunięto ołtarz oraz uszkodzono organy. W 1945 roku, po II wojnie światowej, do kościoła trafiły dzwony pochodzące ze zburzonego kościoła ewangelickiego na Podgórzu. 26 sierpnia 1945 roku kościół otrzymał imię świętego Szczepana. W grudniu 1945 zespół kierowany przez Rajmunda Gogolina zakończył oszklenie kościoła. Ponadto do kościoła trafił klasycystyczny ołtarz z obrazem Chrystusa Zmartwychwstałego, pochodzący z kościoła pod wezwaniem św. Trójcy. W 1946 roku podczas prac remontowych przebito nowe wejście do prezbiterium, podniesiono balkon, odmalowano wnętrze i zamontowano w nowej lokalizacji ambony. W tym samym roku odsłonięto tablicę pamiątkową ku czci duchownych związanych z tutejszą parafią. W 1947 roku do kościoła trafiły: żyrandol, krucyfiks, organy z Zelgna, materiał na ławki, sześć lichtarzy i pięć chodników kokosowych. W 1951 roku organy trafiły do Włocławka. Stare organy zostały wyremontowane. W tym samym roku rozpoczęto przymierzać się do remontu dachu. Prace remontowe rozpoczęto w 1958 roku. W 1952 roku rozebrano ołtarz, został on zastąpiony innym, pochodzącym z rozebranego kościoła w Nowej Wsi koło Gostynina. Przez lata dużym problemem w kościele było wybijanie szyb przez wandali. Wobec powtarzających się aktów wandalizmu w grudniu 1952 roku wstawiono siatki ochronne od strony frontowej przed oknami witrażowymi. W październiku 1957 roku w kościele odsłonięto tablicę upominającą inżyniera Zygmunta Wojciechowskiego.
29 marca 2007 roku kościół wpisano do rejestru zabytków.
W 2013 roku przeprowadzono prace remontowe na wieży kościoła. Podczas prac odnaleziono tablicę z 1918 roku, upamiętniającą poległych na frontach całej Europy parafian gminy ewangelicko-reformowanej. 
We wnętrzu kościoła znajduje się obraz Adoracji Baranka Apokaliptycznego, pochodzący z XVII wieku.